# Limosella granitica
Limosella granitica är en flenörtsväxtart som beskrevs av W.R. Barker. Limosella granitica ingår i släktet ävjebroddar, och familjen flenörtsväxter. Inga underarter finns listade i Catalogue of Life.